# Goodwill Games 1994/Shorttrack
Bei den Goodwill Games 1994 wurden vier Wettbewerbe im Shorttrack ausgetragen.

## Männer

### 500 m
| Platz    | Athlet             | Land               | Halbfinalzeit | Finalzeit   |
| A-Finale | A-Finale           | A-Finale           | A-Finale      | A-Finale    |
| -------- | ------------------ | ------------------ | ------------- | ----------- |
| 1        | Maurizio Carnino   | Italien            | 46,60 s       | 45,56 s     |
| 2        | Sergei Kobysew     | Russland           | 46,30 s       | 45,81 s     |
| 3        | Frédéric Blackburn | Kanada             | 46,39 s       | 46,94 s     |
| 4        | Marc Gagnon        | Kanada             | 46,23 s       | 1:06,66 min |
| B-Finale |                    |                    |               |             |
| 5        | Andy Gabel         | Vereinigte Staaten | 1:05,00 min   | 46,47 s     |
| 6        | Eric Flaim         | Vereinigte Staaten | 47,13 s       | 47,57 s     |
| 7        | Marc Velzeboer     | Niederlande        | 46,64 s       | 1:00,90 min |
| 8        | Andrei Golub       | Russland           | 47,73 s       | 1:03,19 min |

### 1000 m
| Platz    | Athlet             | Land               | Halbfinalzeit | Finalzeit   |
| A-Finale | A-Finale           | A-Finale           | A-Finale      | A-Finale    |
| -------- | ------------------ | ------------------ | ------------- | ----------- |
| 1        | Marc Gagnon        | Kanada             | 1:40,09 min   | 1:38,22 min |
| 2        | Frédéric Blackburn | Kanada             | 1:41,66 min   | 1:38,41 min |
| 3        | Andy Gabel         | Vereinigte Staaten | 1:40,84 min   | 1:39,60 min |
| 4        | Sergei Kobysew     | Russland           | 1:40,14 min   | 1:40,21 min |
| 5        | Marc Velzeboer     | Niederlande        | 1:41,66 min   | DSQ         |
| B-Finale |                    |                    |               |             |
| 6        | Maurizio Carnino   | Italien            | 1:40,20 min   | 1:47,00 min |
| 7        | Eric Flaim         | Vereinigte Staaten | 1:41,73 min   | 1:47,91 min |
| 8        | Andrei Golub       | Russland           | 1:41,80 min   | 2:12,45 min |

DSQ = Disqualifikation

## Frauen

### 500 m
| Platz    | Athlet             | Land                | Halbfinalzeit | Finalzeit |
| A-Finale | A-Finale           | A-Finale            | A-Finale      | A-Finale  |
| -------- | ------------------ | ------------------- | ------------- | --------- |
| 1        | Isabella Charest   | Kanada              | 49,86 s       | 49,28 s   |
| 2        | Nathalie Lambert   | Kanada              | 50,74 s       | 49,31 s   |
| 3        | Marinella Canclini | Italien             | 49,56 s       | 49,47 s   |
| 4        | Amy Peterson       | Vereinigte Staaten  | 50,98 s       | 49,90 s   |
| B-Finale |                    |                     |               |           |
| 5        | Zhang Yanmei       | Volksrepublik China | 1:07,57 min   | 50,35 s   |
| 6        | Marina Pylajewa    | Russland            | 50,55 s       | 50,66 s   |
| 7        | Sandrine Daudet    | Frankreich          | 51,02 s       | 51,40 s   |
| 8        | Penèlope di Lella  | Niederlande         | 52,66 s       | 52,13 s   |

### 1000 m
| Platz    | Athlet             | Land                | Halbfinalzeit | Finalzeit   |
| A-Finale | A-Finale           | A-Finale            | A-Finale      | A-Finale    |
| -------- | ------------------ | ------------------- | ------------- | ----------- |
| 1        | Marinella Canclini | Italien             | 1:48,51 min   | 1:55,54 min |
| 2        | Jelena Tichanina   | Russland            | 1:55,68 min   | 1:55,97 min |
| 3        | Isabella Charest   | Kanada              | 1:48,86 min   | 1:56,14 min |
| 4        | Nathalie Lambert   | Kanada              | 1:55,54 min   | 1:56,67 min |
| B-Finale |                    |                     |               |             |
| 5        | Karen Cashman      | Vereinigte Staaten  | 1:49,35 min   | 1:53,15 min |
| 6        | Sandrine Daudet    | Frankreich          | 1:56,29 min   | 1:53,88 min |
| 7        | Penèlope di Lella  | Niederlande         | 1:57,34 min   | 1:54,06 min |
| 8        | Su Xiaohua         | Volksrepublik China | 1:54,10 min   | 2:03,09 min |

## Medaillenspiegel Shorttrack
| Medaillenspiegel Shorttrack | Medaillenspiegel Shorttrack | Medaillenspiegel Shorttrack | Medaillenspiegel Shorttrack | Medaillenspiegel Shorttrack | Medaillenspiegel Shorttrack |
| Platz                       | Land                        | G                           | S                           | B                           | Gesamt                      |
| --------------------------- | --------------------------- | --------------------------- | --------------------------- | --------------------------- | --------------------------- |
| 1                           | Kanada                      | 2                           | 2                           | 2                           | 6                           |
| 2                           | Italien                     | 2                           | –                           | 1                           | 3                           |
| 3                           | Russland                    | –                           | 2                           | –                           | 2                           |
| 4                           | Vereinigte Staaten          | –                           | –                           | 1                           | 1                           |